# Amaury VI de Montfort-Évreux
Pour les articles homonymes, voir Amaury VI, Amaury et Amaury de Montfort.
Amaury VI de Montfort (mort vers 1213), fut comte d'Évreux de 1182 à 1195, et comte de Gloucester à partir de 1200.

## Biographie
Il est le fils d'Amaury V, seigneur de Montfort et comte d'Évreux, et de Mabel de Gloucester, fille de Guillaume, 2e comte de Gloucester.
Partisan des rois d'Angleterre, il se voit confisquer son comté par Philippe II Auguste, en 1195. Il y renonce définitivement en mai 1200, par le traité du Goulet. En compensation, Jean sans Terre lui donne le titre de comte de Gloucester et une petite portion des domaines de l'honneur de Gloucester. À sa mort sans descendance vers 1213, sa tante Isabelle de Gloucester est de nouveau héritière du titre, mais placée sous tutelle.

## Famille et descendance
Il épouse avant 1198 en premières noces Agnès d'Amboise, fille d'Hugues II, seigneur de Co(u)lombier en Touraine (fils d'Hugues Ier, seigneur d'Amboise), et de Mathilde de Vendôme (? ou plutôt Lisoye/Lisoise, fille de Geoffroy le Roux sire de Colombiers et Cravant-les-Coteaux). Il se remarie vers 1202 avec Mélisende de Gournay. Il n'a pas de descendance légitime.